# بلبرینگ

اصول کارکرد یک بلبرینگ

بلبرینگ خود میزان Sven Gustaf Wingqvist

بُل بِرینگ یا بال بِرینگ (به انگلیسی: Ball bearing) یا یاتاقان توپی گونه‌ای از چرخنده از خانوادهٔ یاتاقان‌ها هستند که کاربرد وسیعی در ابزارهای مختلف مانند هر چیزی که می‌چرخد و دیسک‌های سخت رایانه و اسکیت‌ها و صنایع بزرگ و خودروها و موتورها و … دارند. بلبرینگ‌ها می‌توانند هم بارهای شعاعی و هم بارهای محوری را تحمل کنند و معمولاً در جاهایی به کار می‌روند که بار به نسبت کوچک باشد. در یک بلبرینگ بار از لایهٔ خارجی به گوی‌ها اعمال می‌شود و از آنجا فشار به لایهٔ داخلی منتقل می‌گردد. با توجه به کروی‌بودن گوی‌ها، نقطهٔ تماسشان با لایه‌های درونی و بیرونی بسیار کوچک خواهد بود، (تماس به‌صورت خطی یا نقطه‌ای) در نتیجه می‌توانند بسیار نرم حرکت کنند؛ از سوی دیگر با توجه به کوچک بودن محل تماس، اگر فشار بیش از حدی به گوی‌ها وارد شود می‌تواند موجب تغییرشکل یا خردشدن آن‌ها گردد، در اینگونه موارد می‌توان از یاتاقان‌های غلطکی∗ یا یاتاقان‌های غلطکی مخروطی‌شکل∗ استفاده کرد. گونهٔ خاصی از بلبرینگ‌ها، بلبرینگ‌های محوری∗ نام دارند که برای سرعت‌های پایین در نظر گرفته شده‌اند و نمی‌توانند بارهای محوری شدید را تحمل کنند و از نمونه‌های کاربردها آن‌ها می‌توان به کاربردشان در میزهای گردان اشاره کرد.

## واژه
این واژهٔ ترکیبی از دو واژهٔ بال (توپ) و بِرینگ (حامل) تشکیل شده‌است. در زبان انگلیسی به لهجهٔ بریتیش توپ به‌صورت «بُل» و آمریکایی این واژه است.

## طرز کار بلبرینگ
در بلبرینگ‌ها بار از لایهٔ خارجی به گوی‌ها منتقل می‌شود و از گوی‌ها فشار به لایهٔ داخلی منتقل می‌گردد. کروی‌بودن گوی‌ها باعث شده نقطهٔ تماس آنها با لایه‌های درونی و بیرونی بسیار کوچک باشد در نتیجه می‌توانند بسیار نرم حرکت کنند، از سوی دیگر با توجه به کوچک بودن محل تماس آنها با هم اگر فشار بیش از حدی به ساچمه‌ها وارد شود می‌تواند موجب تغییرشکل یا خردشدن آن گردد، در این موارد می‌توان از رول برینگ‌ها استفاده کرد.
تصور کنید در خودرو شما چرخ‌های استوانه ای مانند چرخ‌های تانک داشتیم در این موارد به دلیل تماس زیادی که سطح با این چرخ داشت اصطکاک بالا می‌رفت و در نتیجه سرعت حرکت پایین می‌آمد در رولبرینگ نیز همین اتفاق افتاده می‌افتد. در نتیجه سرعت بلبرینگ بیشتر از رولبرینگ می‌باشد.
اگر بر بلبرینگ‌ها فشار زیادی وارد شود ساچمه‌های داخل آن خرد می‌شود بنابرین از بلبرینگ‌های ساچمه ای که ساچمه‌های ریز دارند در فشارهای کم استفاده می‌شود و برای فشارهای زیاد از بلبرینگ‌هایی که دارای ساچمه‌های گرد تخته ای هستند استفاده می‌شود که به آنها بلبرینگ‌های غلتکی می‌گویند به نوعی از آن دارای غلتک نازکی هستند یاتاقان سوزنی می‌گویند.

## نحوهٔ تشخیص بلبرینگ اصل
به‌طور کلی از راه‌های تشخیص بلبرینگ تقلبی از اصلی، می‌توان به بسته‌بندی و شکل ظاهری، حکاکی روی بلبرینگ، شماره فنی و کشور سازنده و کد کاتالوگ اشاره کرد.

## انواع بلبرینگ
بلبرینگ‌ها انواع مختلف بر اساس استفاده‌های گوناگونی دارند که هر کدام قابلیت تحمل بار مشخص محوری، شعاعی یا هر دو را دارا می‌باشند. انواع بلبرینگ عبارتند از:
1. بلبرینگ‌های شیار عمیق
2. بلبرینگ‌های تماس زاویه ای
3. بلبرینگ‌های کف گرد: بلبرینگ‌های کف گرد یک ردیفه، بلبرینگ‌های کف گرد دو ردیفه
4. بلبرینگ‌های خود تنظیم
5. بلبرینگ ایگرگ: این نوع بلبرینگ‌ها نوع تغییر شکل یافته بلبرینگ‌های شیار عمیق هستند.

رول برینگ‌ها نیز از خانوادهٔ بلبرینگ‌ها می‌باشند با تفاوت اینکه قابلیت تحمل بار بیشتر و سرعت پایین‌ترین را دارند
انواع رولبرینگ عبارتند از:
1. رولبرینگ‌های استوانه ای، رولبرینگ‌های استوانه ای کف گرد، رولبرینگ‌های استوانه ای ضربدری، برینگ‌های پرغلتک استوانه ای
2. رولبرینگ‌های سوزنی، رولبرینگ‌های سوزنی با پوسته کشیده شده، رولبرینگ‌های سوزنی کف گرد
3. رولبرینگ‌های مخروطی: رولبرینگ‌های مخروطی تک ردیفه و رولبرینگ‌های مخروطی دو ردیفه
4. رولبرینگ‌های بشکه ای، رولبرینگ‌های بشکه ای کف گرد

یکی دیگر از روش های تقسیم بندی بلبرینگ ها و رولبرینگ ها بر اساس شرکت و کشور سازنده آنها است که بر این اساس بلبرینگ و رولبرینگ ها را معمولا میتوان به سه دسته عمده تقسیم کرد که از لحاظ کیفیت و دقت در ساخت و تولید با یکدیگر تفاوت های زیادی دارند و هر کدام به نسبت هزینه ایی که میشود مورد استفاده قرار میگیرد. بر این اساس بلبرینگ و رولبرینگ ها به دسته های زیر تقسیم میشوند که عبارتند از:
1. بلبرینگ اروپایی: که معمولا با مارک های SKF  و FAG شناخته میشوند و از با کیفیت ترین بلبرینگ ها بشمار می روند.
2. بلبرینگ ژاپنی: معمولا با مارک های NACHI , KOYO و چند مارک دیگر شناخته می شوند.
3. بلبرینگ چینی: که بهترین آنها بلبرینگ با مارک KG میباشد که نسبت به دو دسته قبلی از قیمت کمتری برخوردار است.

## تفاوت بلبرینگ با رولبرینگ
یکی از تفاوت های کلیدی رولبرینگ ها و بلبرینگ ها، در قدرت تحمل بارهایی است که بر آن ها وارد می شود. رولبرینگ ها برای تحمل بارهای سنگین شعاعی، بهترین گزینه هستند، چرا که نحوه طراحی و تولید آن ها به شکلی بوده است که به راحتی امکان تحمل بارهای شعاعی را به آن ها می دهد، لذا اگر بار وارده به مجموعه شما شعاعی است می توانید به جای خرید بلبرینگ از رولبرینگ استفاده کنید.
نقش بار داینامیک پویا در بلبرینگ و رولبرینگː
بار داینامیک پویا به منظور اندازه گیری طول عمر بلبرینگ تحت بار وارده شده بر روی آن می باشد.در تعریف بار داینامیک پویا باید بگوییم بار داینامیک پویا مقدار باری است که بر مبنای استاندارد ایزو 281 نتیجه از چرخش 1 میلیون دور حاصل می شود.
فرض بر این است که بار در اندازه و جهت ثابت است و نوع آن در بیرینگ های شعاعی به صورت شعاعی و در بیرینگ های محوری به صورت محوری می باشد.مقدار بار داینامیک پویا در بلبرینگ های اس کا اف بر اساس استاندارد ایزو 281 محاسبه می شود.